# パーンドゥ
パーンドゥ（梵: पाण्‍डु, Pāṇḍu）は、インドの叙事詩『マハーバーラタ』の登場人物である。クル国の王ヴィチトラヴィーリヤの寡婦アムバーリカーと聖仙ヴィヤーサの子。異母兄弟にドリタラーシュトラとヴィドゥラがいる。クンティーとの間にユディシュティラ、ビーマ、アルジュナを、マードリーとの間にナクラ、サハデーヴァをもうけた。
パーンドゥは「青白い」の意味である。兄ドリタラーシュトラが盲目であったため、パーンドゥが代わりに王位を継いだが、後に世俗を捨て森に隠遁したため兄ドリタラーシュトラが王となった。

## 人生
シャーンタヌ王の妃サティヤヴァティーは息子であるヴィチトラヴィーリヤが病死し、クルの王家が王位継承者不在の危機に瀕したとき、かつてパラーシャラ仙との間に生んだヴィヤーサを呼んで、亡きヴィチトラヴィーリヤの2人の寡婦アムビカーとアムバーリカーとの間に子をもうけてくれるように頼んだ。苦行に明け暮れていたヴィヤーサは見るに堪えない姿だったので、アムビカーは彼が近づくと思わず目を閉じてしまった。その結果、盲目のドリタラーシュトラが生まれた。アムバーリカーはヴィヤーサを見て真っ青になったので、蒼白のパーンドゥが生まれた。
パーンドゥは盲目の兄に代わって王となり、クンティーおよびマードリーと結婚した。しかしパーンドゥは狩の最中に交合する鹿に出会い、これを射殺したことがあった。この鹿は隠者（ムニ）のキンダマが化けた姿であり、彼は死の間際、パーンドゥに「女性と交わろうとすると死ぬ」という呪いをかけた。パーンドゥは隠者を殺してしまったことを後悔し、出家して、苦行して暮らすことを決意し、2人の妃もそれに従った。
パーンドゥは天界に渡ろうと考えて、シャタシュリンガ山を訪れ、この地で多くの聖仙とともに苦行を積んだ。しかし子供のない者は天界に渡れないため、過去の呪いがパーンドゥを悩ませた。パーンドゥはクンティーに、自分の母のように聖仙との間に子をもうけて欲しいと頼んだ。さいわい、クンティーは神々を呼び出して子を授かるというマントラを得ていたので、パーンドゥは彼女に頼んで神々の子を産んでもらった。クンティーは正義と法の神ダルマ、風神ヴァーユ、雷神インドラを呼び出し、ユディシュティラ、ビーマ、アルジュナを産んだ。パーンドゥはさらに子を望んだがクンティーに拒否された。しかしパーンドゥはマードリーから自分も子供が欲しいと相談されたので、パーンドゥはマードリーのためにも神々を呼んで欲しいと頼んだ。クンティーは1度に限定したので、マードリーは天界の双生児であるアシュヴィン双神を呼んでもらい、双神との間にナクラ、サハデーヴァを産んだ。
パーンドゥは5人の子供を得て幸福に暮らした。しかしある日、パーンドゥはマードリーと散歩するうちに、薄着姿のマードリーに欲情して抱きしめてしまい、呪いによって死んだ。マードリーはサティーの慣習によってパーンドゥの火葬の火に焼かれて死んだ。長男のユディシュティラは幼かったため、王位はドリタラーシュトラに移り、彼は老境に至って王権を弟の子に返した。